# Przystań Rancho we Wrocławiu
Przystań Rancho – przystań na rzece Odra, położona w rejonie osiedla Siedlec we Wrocławiu, przy ulicy Na Grobli. Przystań znajduje się przy Harcerskim Ośrodku Wodnym "Rancho" Związku Harcerstwa Polskiego, na lewym brzegu rzeki. Ośrodek położony jest na szerokiej terasie zalewowej rzeki, pomiędzy brzegiem jej koryta, a wałem przeciwpowodziowym przy ulicy Międzyrzeckiej, za którymi leży osiedle Sieldec i Las Rakowiecki. Szlak żeglugowy, przy którym położona jest przystań to, tzw. Górna Odra Wrocławska. W górę rzeki ograniczona jest ona Stopniem Wodnym Opatowice, w ramach którego można przeprawić się przez Śluzę Opatowice. W dół rzeki istnieją dwie drogi wodne: przez Śluzę Szczytniki i dalej Starą Odrę, lub w kierunku ścisłego centrum miasta.
Basen przystani posiada nabrzeża i falochron wykonane ze stalowych brusów Larsena, zwieńczonych stalowym pomostem na oczepie.